# Cololil
Cololil är en ort i Mexiko.   Den ligger i kommunen Tumbalá och delstaten Chiapas, i den sydöstra delen av landet, 800 km öster om huvudstaden Mexico City. Cololil ligger 1 187 meter över havet och antalet invånare är 355.
Terrängen runt Cololil är kuperad åt nordväst, men åt sydost är den bergig. Runt Cololil är det ganska tätbefolkat, med 149 invånare per kvadratkilometer. Närmaste större samhälle är Yajalón, 10,4 km söder om Cololil. I omgivningarna runt Cololil växer i huvudsak städsegrön lövskog.